# Benfeita
Benfeita is een plaats (freguesia) in de Portugese gemeente Arganil en telt 503 inwoners (2001).